# Licorice Pizza
Licorice Pizza è un film del 2021 scritto e diretto da Paul Thomas Anderson.

## Trama
Los Angeles, 1973. In un liceo nella valle di San Fernando è il giorno delle foto per l'annuario scolastico. Mentre gli studenti posano davanti all'obiettivo, uno di loro, il quindicenne Gary Valentine, chiede alla venticinquenne Alana Kane, assistente di un fotografo, di uscire con lui: la ragazza respinge le sue avance, ma tra i due nasce un'amicizia e, in seguito, Alana accompagna Gary a New York, dove quest'ultimo partecipa ad alcune audizioni e appare in uno spettacolo di varietà con Lucy Doolittle. Nel frattempo, Alana inizia a frequentare Lance, uno dei co-protagonisti di Gary in un film di Dolittle, ma i due si lasciano dopo che Lance stesso si professa ateo, cosa che indispettisce notevolmente la sua famiglia al contrario molto religiosa.
Poco dopo, Gary avvia un'azienda di produzione e vendita di letti ad acqua, con l'aiuto di Alana. Un giorno, mentre si trova ad una fiera per promuovere il suo prodotto, viene erroneamente arrestato con l'accusa di omicidio, ma viene presto rilasciato quando si scopre che c'è stato uno scambio di persona. Quando Alana decide che vuole provare a recitare, Gary la presenta al suo agente, che le fa fare un'audizione per un film con Jack Holden e diretto da Sam Harpoon. Dopo la sua audizione, Alana accompagna Holden in un ristorante locale, frequentato anche da Gary, dai suoi amici e dal regista Rex Blau. Blau convince Holden, che è un appassionato motociclista, a ricreare un'acrobazia su un campo da golf locale che prevede un salto su una rampa infuocata. Holden, ubriaco, porta Alana con sé, ma alla partenza lei cade dalla moto e Gary corre da lei per assicurarsi che stia bene. Holden, invece, si rialza illeso dopo il salto e torna al ristorante con Blau per continuare a bere.
Un giorno Gary e Alana consegnano un letto ad acqua a casa di Jon Peters, compagno di Barbra Streisand. Un irritato Peters parte per andare a vedere un film, ma non prima di aver minacciato di uccidere l'intera famiglia di Gary se per sbaglio avessero rotto qualcosa nel montare il letto. Dopo averlo sistemato, Gary allaga la sua casa e scappa insieme ad Alana e gli altri amici. In seguito incontrano lo stesso Peters, a piedi e agitato perché la sua auto ha esaurito la benzina, quasi introvabile a causa della crisi petrolifera di quell'anno. Lo portano a una stazione di servizio; una volta lì, salta la fila e minaccia un cliente. Alana e Gary lo lasciano indietro, con quest'ultimo che si ferma per distruggere l'auto di Peters, ma presto anche loro rimangono appiedati ed Alana fa scendere il camion in folle da una collina. Mentre Gary e i suoi amici riempiono i serbatoi, Alana si siede su un marciapiede e Peters passa di lì in quel momento, rompendo con rabbia le vetrine dei negozi finché non viene distratto da due giovani donne di passaggio. Il business dei letti ad acqua alla fine fallisce a causa della crisi petrolifera.
Alana inizia a lavorare alla campagna per la candidatura a sindaco di Joel Wachs. Gary per un breve periodo si unisce a lei, ma, dopo aver sentito per caso che il flipper sarà legalizzato, decide di aprire una sala giochi; Alana non approva la sua scelta e i due litigano. Mentre Gary si prepara per l'apertura della sua sala giochi, Alana è invitata a bere qualcosa con Wachs: arrivata al ristorante, fa la conoscenza del partner di Wachs, Matthew, scoprendo quindi che Wachs è gay. Il politico le chiede di accompagnare a casa Matthew come copertura, cosa che lei fa.
Successivamente Alana va alla sala giochi di Gary per incontrarlo, ma viene a sapere che è uscito e nessuno sa che è andato proprio a cercare lei. Dopo aver girato la città, i due si ritrovano, si abbracciano goffamente e si dirigono nuovamente verso la sala giochi, dove Gary la presenta come Alana Valentine e la bacia. I due scappano infine dalla sala giochi, felici ed innamorati.

## Produzione
Il titolo iniziale del progetto, nel 2020, era Soggy Bottom; il 9 settembre 2021 viene cambiato in Licorice Pizza, che fa riferimento alla catena di negozi di dischi della California meridionale, popolare negli anni '70, l'insegna della quale mostrava un vinile fumante, cui allude proprio la definizione di "pizza di liquirizia".
Le riprese del film, iniziate nell'agosto 2020 a Los Angeles, sono terminate il 19 novembre dello stesso anno.
Il budget del film è stato di 40 milioni di dollari.

## Promozione
Il primo trailer del film è stato diffuso il 27 settembre 2021.

## Distribuzione
Il film è stato distribuito limitatamente nelle sale cinematografiche statunitensi a partire dal 26 novembre 2021 e in tutto il Nord America dal 25 dicembre 2021. In Italia viene distribuito da Eagle Pictures dal 17 marzo 2022.

## Accoglienza

### Critica
Dopo le prime proiezioni per la stampa ad inizio novembre, le recensioni sono state positive.
Sull'aggregatore Rotten Tomatoes il film riceve il 91% delle recensioni professionali positive con un voto medio di 8,3 su 10 basato su 317 critiche, mentre su Metacritic ottiene un punteggio di 90 su 100 basato su 55 critiche, indicando un'«acclamazione universale».
La prestigiosa rivista Cahiers du cinéma posiziona il film al secondo posto dei migliori del 2022.
La rivista Best Movie ha posizionato il film al primo posto dei migliori del 2022. Davide Stanzione, sempre di Best Movie, assegna alla pellicola 4,2 stelle su 5.

## Riconoscimenti
- 2022 – Premio Oscar[16]
  - Candidatura per il miglior film
  - Candidatura per il miglior regista a Paul Thomas Anderson
  - Candidatura per la migliore sceneggiatura originale a Paul Thomas Anderson
- 2022 – Golden Globe[17]
  - Candidatura per il miglior film commedia o musicale
  - Candidatura per la migliore attrice in un film commedia o musicale a Alana Haim
  - Candidatura per il miglior attore in un film commedia o musicale a Cooper Hoffman
  - Candidatura per la migliore sceneggiatura a Paul Thomas Anderson
- 2021 – American Film Institute[18]
  - Migliori dieci film dell'anno
- 2021 – Chicago Film Critics Association[19]
  - Migliore sceneggiatura originale a Paul Thomas Anderson
  - Miglior performance rivelazione a Alana Haim
- 2021 – Dallas-Fort Worth Film Critics Association[20]
  - Quinto miglior film dell'anno
  - Quinto miglior regista a Paul Thomas Anderson
  - Seconda miglior sceneggiatura a Paul Thomas Anderson
- 2021 – National Board of Review[21]
  - Miglior film
  - Miglior regista a Paul Thomas Anderson
  - Miglior performance rivelazione a Alana Haim e Cooper Hoffman
- 2021 – New York Film Critics Circle Awards[22]
  - Miglior sceneggiatura a Paul Thomas Anderson
- 2022 – ACE Eddie Awards[23]
  - Candidatura per il miglior montaggio in un film commedia a Andy Jurgensen
- 2022 – British Academy Film Awards[24][25][26]
  - Migliore sceneggiatura originale a Paul Thomas Anderson
  - Candidatura per il miglior film
  - Candidatura per il miglior regista a Paul Thomas Anderson
  - Candidatura per la migliore attrice protagonista a Alana Haim
  - Candidatura per il miglior montaggio a Andy Jurgensen
- 2022 – Critics' Choice Awards[27][28]
  - Miglior commedia
  - Candidatura per il miglior film
  - Candidatura per la miglior attrice a Alana Haim
  - Candidatura per il miglior giovane interprete a Cooper Hoffman
  - Candidatura per il miglior cast
  - Candidatura per il miglior regista a Paul Thomas Anderson
  - Candidatura per la miglior sceneggiatura originale a Paul Thomas Anderson
  - Candidatura per il miglior montaggio a Andy Jurgensen
- 2022 – Directors Guild of America Award[29]
  - Candidatura per il miglior regista a Paul Thomas Anderson
- 2022 – London Critics Circle Film Awards[30]
  - Candidatura per il film dell'anno
  - Candidatura per la miglior sceneggiatura a Paul Thomas Anderson
- 2022 – MTV Movie & TV Awards[31]
  - Candidatura per il miglior esordio a Alana Haim
- 2022 – Producers Guild of America Awards[32]
  - Candidatura al Darryl F. Zanuck Award per il miglior film
- 2022 – Satellite Award[33]
  - Candidatura per la migliore attrice in un film commedia o musicale a Alana Haim
  - Candidatura per il miglior film commedia o musicale
  - Candidatura per il miglior regista a Paul Thomas Anderson
  - Candidatura per la migliore sceneggiatura originale a Paul Thomas Anderson
  - Candidatura per il miglior montaggio a Andy Jurgensen
- 2022 – Screen Actors Guild Award[34]
  - Candidatura per il miglior attore non protagonista cinematografico a Bradley Cooper
- 2022 – Writers Guild of America Award[35]
  - Candidatura per la miglior sceneggiatura originale a Paul Thomas Anderson
- 2023 - David di Donatello[36]
  - Candidatura per il miglior film straniero